# Fridrich Kristián Saský (1893–1968)
Fridrich Kristián Saský (31. prosince 1893, Drážďany – 9. srpna 1968, Samedan) byl saský princ a vévoda, markrabě míšeňský.

## Život
Narodil se 31. prosince 1893 jako druhý syn korunního prince Fridricha Augusta a jeho manželky arcivévodkyně Luisy Toskánské.
Podle rodinné tradice se v 10 letech stal lajtnantem Prvního granátnického pluku č. 100.
Roku 1913 začal studovat na Vojenské akademii v Drážďanech. Během První světové války začal sloužit ve Velkém generálním štábu na Západní frontě. Za svou statečnost získal několik medailí. Ovládal několik jazyků a proto byl vyslán na diplomatické misie ke španělskému králi Alfonsu XIII., k osmanskému sultánovy Mehmedu V. a k rakouskému císaři Karlu I.
Roku 1918 byl jedním z potenciálních kandidátů na nový litevský trůn. Dne 13. listopadu 1918 abdikoval jeho otec na trůn a na konci války zanikla i celá Německá říše.
Po válce začal studovat právo na univerzitách v Kolíně, Freiburgu, ve Vratislavi a Würzburgu. Během studia vstoupil do studentského katolického bratrstva KDSt.V. Winfridia. Tuto skupinu opustil roku 1928 či 1929.
Dne 9. února 1920 vstoupil k KDSt.V. Thuringia Würzburg. Zde potkal princeznu Alžbětu Helenu Thurn-Taxis. Byla čestnou předsedkyní Durynské dívčí studentské federace. Dne 16. června 1923 se sní v Řeznu oženil.
Poté, co získal titul doktora filosofie, stal se soukromým učitelem historie umění.
Po abdikaci na nástupnictví svého bratra Fridricha Augusta Jiřího se stal následníkem trůnu a 12. února 1932 po smrti svého otce i hlavou saského královského rodu.
Roku 1933 polská vláda navrhla prince Fridricha jako možného nového polského krále ale vzestup Adolfa Hitlera a nadcházející druhá světová válka tomu zabránily. V tu dobu žil se svou rodinou v Bamberku, kde vedl Rytíře sv. Marie.
Roku 1937 se přestěhoval do zámku Wachwitz v Drážďanech, kde žil až do roku 1945. Poté, co jeho rodina přežily bombový útok na zámek odešli do Hofu, poté do Řezna a nakonec do Bregenzu. Jeho konexe jej zaváli do Švýcarska, kde zůstal dokonce života.
Zemřel 9. srpna 1968 v Samedanu. Jeho tělo bylo pohřbeno v Königskapelle v Karröstenu.

## Potomci
Se svou manželkou princeznou Alžbětou Helenou měl pět dětí:
- princ Maria Emanuel (1926–2012) ∞ princezna Anastázie Anhaltská, bez potomků
- princezna Marie Josefa, nevdala se
- princezna Anna Josefa ∞ kníže Roberto de Afif, tři syny
- princ Albert Josef ∞ Elmira Henke, bez potomků
- princezna Matylda Josefa ∞ princ Jan Jindřich Sasko-Kobursko-Gothajský, jeden syn

## Tituly
- 31. prosince 1893 – 9. srpna 1968: Jeho královská Výsost princ Fridrich Kristián Saský, vévoda saský a markrabě míšeňský

## Vývod z předků
|                         |                              |  |                          |                                              |  |  |  |  |  |  |  | Maxmilián Saský |
|                         |                              |  |                          |                                              |  |  |  |  |  |  |  |                 |
|                         | Jan I. Saský                 |  |                          |                                              |  |  |  |  |  |  |  |                 |
|                         |                              |  |                          |                                              |  |  |  |  |  |  |  |                 |
|                         |                              |  |                          | Karolína Bourbonsko-Parmská                  |  |  |  |  |  |  |  |                 |
|                         |                              |  |                          |                                              |  |  |  |  |  |  |  |                 |
|                         | Jiří I. Saský                |  |                          |                                              |  |  |  |  |  |  |  |                 |
|                         |                              |  |                          |                                              |  |  |  |  |  |  |  |                 |
|                         |                              |  |                          | Maxmilián I. Josef Bavorský                  |  |  |  |  |  |  |  |                 |
|                         |                              |  |                          |                                              |  |  |  |  |  |  |  |                 |
|                         | Amálie Augusta Bavorská      |  |                          |                                              |  |  |  |  |  |  |  |                 |
|                         |                              |  |                          |                                              |  |  |  |  |  |  |  |                 |
|                         |                              |  |                          | Karolína Frederika Vilemína Bádenská         |  |  |  |  |  |  |  |                 |
|                         |                              |  |                          |                                              |  |  |  |  |  |  |  |                 |
|                         | Fridrich August III. Saský   |  |                          |                                              |  |  |  |  |  |  |  |                 |
|                         |                              |  |                          |                                              |  |  |  |  |  |  |  |                 |
|                         |                              |  |                          | Ferdinand Sasko-Kobursko-Gothajský           |  |  |  |  |  |  |  |                 |
|                         |                              |  |                          |                                              |  |  |  |  |  |  |  |                 |
|                         | Ferdinand II. Portugalský    |  |                          |                                              |  |  |  |  |  |  |  |                 |
|                         |                              |  |                          |                                              |  |  |  |  |  |  |  |                 |
|                         |                              |  |                          | Maria Antonia Koháry de Csábrág              |  |  |  |  |  |  |  |                 |
|                         |                              |  |                          |                                              |  |  |  |  |  |  |  |                 |
|                         | Marie Anna Portugalská       |  |                          |                                              |  |  |  |  |  |  |  |                 |
|                         |                              |  |                          |                                              |  |  |  |  |  |  |  |                 |
|                         |                              |  |                          | Petr I. Brazilský                            |  |  |  |  |  |  |  |                 |
|                         |                              |  |                          |                                              |  |  |  |  |  |  |  |                 |
|                         | Marie II. Portugalská        |  |                          |                                              |  |  |  |  |  |  |  |                 |
|                         |                              |  |                          |                                              |  |  |  |  |  |  |  |                 |
|                         |                              |  |                          | Marie Leopoldina Habsbursko-Lotrinská        |  |  |  |  |  |  |  |                 |
|                         |                              |  |                          |                                              |  |  |  |  |  |  |  |                 |
| Fridrich Kristián Saský |                              |  |                          |                                              |  |  |  |  |  |  |  |                 |
|                         |                              |  |                          |                                              |  |  |  |  |  |  |  |                 |
|                         |                              |  | Ferdinand III. Toskánský |                                              |  |  |  |  |  |  |  |                 |
|                         |                              |  |                          |                                              |  |  |  |  |  |  |  |                 |
|                         | Leopold II. Toskánský        |  |                          |                                              |  |  |  |  |  |  |  |                 |
|                         |                              |  |                          |                                              |  |  |  |  |  |  |  |                 |
|                         |                              |  |                          | Luisa Marie Amélie Tereza Neapolsko-Sicilská |  |  |  |  |  |  |  |                 |
|                         |                              |  |                          |                                              |  |  |  |  |  |  |  |                 |
|                         | Ferdinand IV. Toskánský      |  |                          |                                              |  |  |  |  |  |  |  |                 |
|                         |                              |  |                          |                                              |  |  |  |  |  |  |  |                 |
|                         |                              |  |                          | František I. Neapolsko-Sicilský              |  |  |  |  |  |  |  |                 |
|                         |                              |  |                          |                                              |  |  |  |  |  |  |  |                 |
|                         | Marie Antonie Sicilská       |  |                          |                                              |  |  |  |  |  |  |  |                 |
|                         |                              |  |                          |                                              |  |  |  |  |  |  |  |                 |
|                         |                              |  |                          | Marie Isabela Španělská                      |  |  |  |  |  |  |  |                 |
|                         |                              |  |                          |                                              |  |  |  |  |  |  |  |                 |
|                         | Luisa Toskánská              |  |                          |                                              |  |  |  |  |  |  |  |                 |
|                         |                              |  |                          |                                              |  |  |  |  |  |  |  |                 |
|                         |                              |  |                          | Karel II. Parmský                            |  |  |  |  |  |  |  |                 |
|                         |                              |  |                          |                                              |  |  |  |  |  |  |  |                 |
|                         | Karel III. Parmský           |  |                          |                                              |  |  |  |  |  |  |  |                 |
|                         |                              |  |                          |                                              |  |  |  |  |  |  |  |                 |
|                         |                              |  |                          | Marie Tereza Savojská                        |  |  |  |  |  |  |  |                 |
|                         |                              |  |                          |                                              |  |  |  |  |  |  |  |                 |
|                         | Alice Bourbonsko-Parmská     |  |                          |                                              |  |  |  |  |  |  |  |                 |
|                         |                              |  |                          |                                              |  |  |  |  |  |  |  |                 |
|                         |                              |  |                          | Karel Ferdinand Bourbonský                   |  |  |  |  |  |  |  |                 |
|                         |                              |  |                          |                                              |  |  |  |  |  |  |  |                 |
|                         | Luisa Marie Terezie z Artois |  |                          |                                              |  |  |  |  |  |  |  |                 |
|                         |                              |  |                          |                                              |  |  |  |  |  |  |  |                 |
|                         |                              |  |                          | Marie Karolína Neapolsko-Sicilská            |  |  |  |  |  |  |  |                 |
|                         |                              |  |                          |                                              |  |  |  |  |  |  |  |                 |